# Campeonato Mundial de Remo de 2017
O Campeonato Mundial de Remo de 2017 foi a 47º edição do Campeonato Mundial de Remo, será realizado de 25 de setembro a 1 de outubro no Parque Nathan Benderson, em Sarasota, Estados Unidos.

## Resultados

### Quadro de medalhas

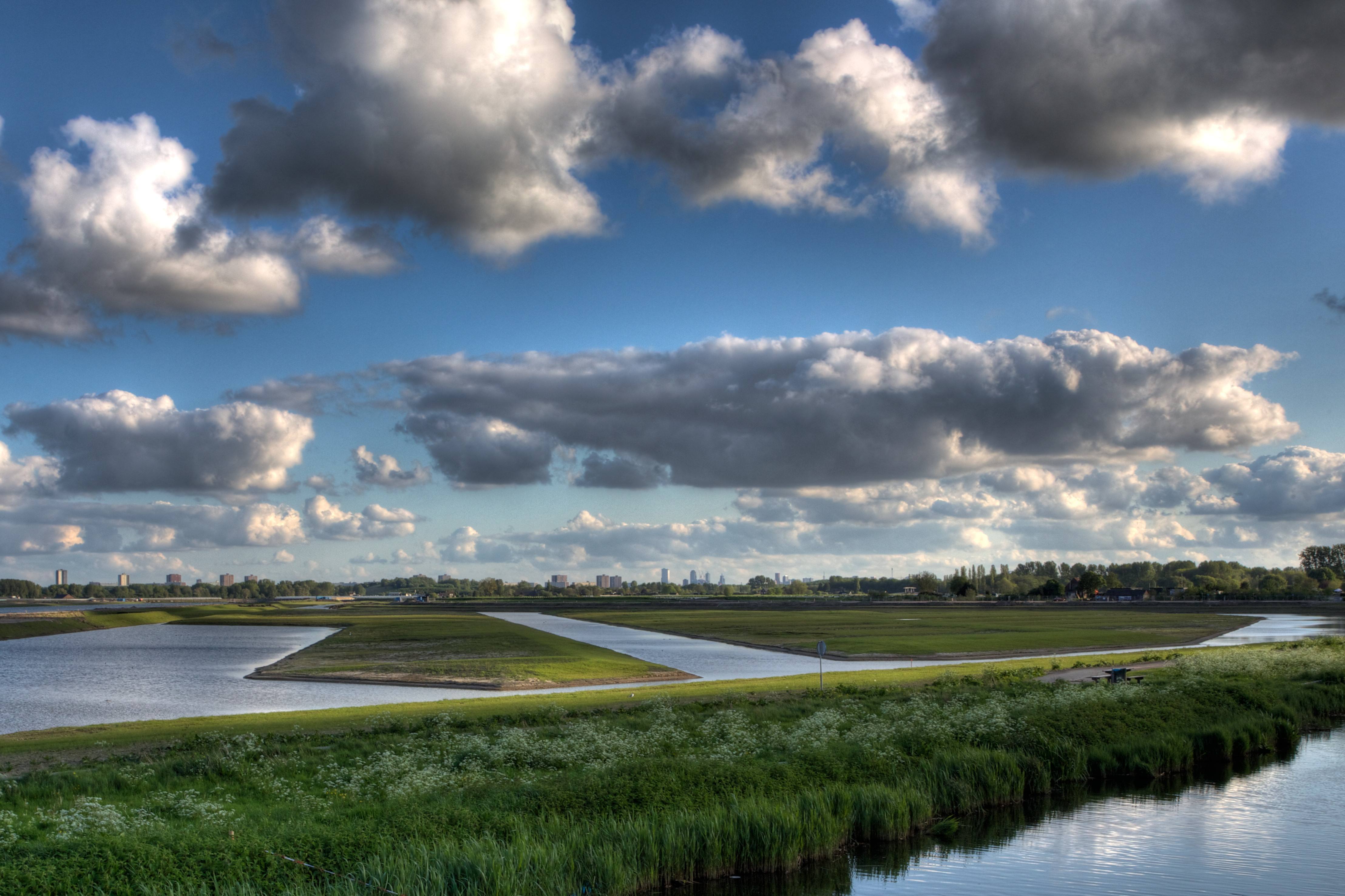
Willem-Alexanderbaan durante sua construção

| Ordem | País           | Medalha de ouro | Medalha de prata | Medalha de bronze | Total |
| ----- | -------------- | --------------- | ---------------- | ----------------- | ----- |
| 1     | Itália         | 3               | 3                | 3                 | 9     |
| 2     | Nova Zelândia  | 3               | 2                | 2                 | 7     |
| 3     | Austrália      | 3               | 2                | 1                 | 6     |
| 4     | França         | 2               | 1                | 0                 | 3     |
| 4     | Países Baixos  | 2               | 1                | 0                 | 3     |
| 6     | Irlanda        | 2               | 0                | 0                 | 2     |
| 6     | Roménia        | 2               | 0                | 0                 | 2     |
| 8     | Reino Unido    | 1               | 3                | 3                 | 7     |
| 9     | Alemanha       | 1               | 0                | 4                 | 5     |
| 10    | Brasil         | 1               | 0                | 1                 | 2     |
| 10    | Noruega        | 1               | 0                | 1                 | 2     |
| 12    | Chéquia        | 1               | 0                | 0                 | 1     |
| 12    | Hungria        | 1               | 0                | 0                 | 1     |
| 12    | Lituânia       | 1               | 0                | 0                 | 1     |
| 12    | África do Sul  | 1               | 0                | 0                 | 1     |
| 12    | Suíça          | 1               | 0                | 0                 | 1     |
| 17    | Estados Unidos | 0               | 4                | 2                 | 6     |
| 18    | Polónia        | 0               | 3                | 1                 | 4     |
| 19    | Ucrânia        | 0               | 2                | 0                 | 2     |
| 20    | Rússia         | 0               | 1                | 2                 | 3     |
| 21    | Canadá         | 0               | 1                | 0                 | 1     |
| 21    | Croácia        | 0               | 1                | 0                 | 1     |
| 21    | Cuba           | 0               | 1                | 0                 | 1     |
| 21    | Israel         | 0               | 1                | 0                 | 1     |
| 25    | China          | 0               | 0                | 2                 | 2     |
| 26    | Áustria        | 0               | 0                | 1                 | 1     |
| 26    | Dinamarca      | 0               | 0                | 1                 | 1     |
| 26    | Estónia        | 0               | 0                | 1                 | 1     |
| 26    | Grécia         | 0               | 0                | 1                 | 1     |
| Total | Total          | 26              | 26               | 26                | 78    |

### Eventos masculinos
| Event | Ouro | Ouro    | Prata | Prata   | Bronze | Bronze  |
| ----- | --- | ------- | --- | ------- | --- | ------- |
| M1x   | Ondřej Synek · Chéquia | 6:40.64 | Ángel Fournier · Cuba | 6:43.49 | Tom Barras · Grã-Bretanha | 6:45.14 |
| M2x   | Nova Zelândia · John Storey · Chris Harris | 6:10.07 | Polónia · Mirosław Ziętarski · Mateusz Biskup | 6:10.66 | Itália · Filippo Mondelli · Luca Rambaldi | 6:11.33 |
| M4x   | Lituânia · Dovydas Nemeravičius · Martynas Džiaugys · Rolandas Maščinskas · Aurimas Adomavičius                                                                     | 5:43.10 | Reino Unido · Jack Beaumont · Jonathan Walton · John Collins · Graeme Thomas                                                                                             | 5:45.03 | Estónia · Kaur Kuslap · Allar Raja · Tõnu Endrekson · Kaspar Taimsoo                                                                                         | 5:45.32 |
| M2−   | Itália · Matteo Lodo · Giuseppe Vicino | 6:16.22 | Croácia · Martin Sinković · Valent Sinković | 6:16.56 | Nova Zelândia · Tom Murray · James Hunter | 6:20.85 |
| M4−   | Austrália · Joshua Hicks · Spencer Turrin · Jack Hargreaves · Alexander Hill                                                                                        | 5:55.24 | Itália · Marco Di Costanzo · Giovanni Abagnale · Matteo Castaldo · Domenico Montrone                                                                                     | 5:57.19 | Reino Unido · Matthew Rossiter · Mohamed Sbihi · Matthew Tarrant · William Satch                                                                             | 5:57.99 |
| M2+   | Hungria · Adrián Juhász · Béla Simon · Andrea Vanda Kolláth | 6:54.80 | Austrália · Darcy Wruck · Angus Widdicombe · James Rook | 6:56.60 | Alemanha · Malte Grossmann · Finn Schröder · Jonas Wiesen | 6:58.37 |
| M8+   | Alemanha · Johannes Weißenfeld · Felix Wimberger · Max Planer · Torben Johannesen · Jakob Schneider · Malte Jakschik · Richard Schmidt · Hannes Ocik · Martin Sauer | 5:26.85 | Estados Unidos · Dariush Aghai · Yohann Rigogne · Alexander Karwoski · Jordan Vanderstoep · Thomas Peszek · Nicholas Mead · Andrew Reed · Patrick Eble · Julian Venonsky | 5:28.45 | Itália · Cesare Gabbia · Emanuele Liuzzi · Luca Parlato · Paolo Perino · Bruno Rosetti · Mario Paonessa · Davide Mumolo · Leonardo Pietra · Enrico D'Aniello | 5:28.90 |
| LM1x  | Irlanda · Paul O'Donovan | 6:48.87 | Nova Zelândia · Matthew Dunham | 6:52.16 | Noruega · Kristoffer Brun | 6:52.35 |
| LM2x  | França · Pierre Houin · Jérémie Azou | 6:13.10 | Itália · Stefano Oppo · Pietro Ruta | 6:15.15 | China · Sun Man · Fan Junjie | 6:15.40 |
| LM4x  | França · François Teroin · Damien Piqueras · Maxime Demontfaucon · Stany Delayre                                                                                    | 5:51.85 | Grã-Bretanha · Edward Fisher · Zak Lee-Green · Peter Chambers · Gavin Horsburgh                                                                                          | 5:52.02 | Grécia · Ninos Nikolaidis · Panagiotis Magdanis · Spyridon Giannaros · Eleftherios Konsolas                                                                  | 5:53.64 |
| LM2−  | Irlanda · Mark O'Donovan · Shane O'Driscoll | 6:32.42 | Itália · Giuseppe Di Mare · Alfonso Scalzone | 6:34.20 | Brasil · Xavier Vela · Willian Giaretton | 6:35.30 |
| LM4−  | Itália · Federico Duchich · Leone Barbaro · Lorenzo Tedesco · Piero Sfiligoi                                                                                        | 5:59.60 | Rússia · Maksim Telitcyn · Aleksandr Bogdashin · Alexander Chaukin · Aleksey Vikulin                                                                                     | 6:01.91 | Alemanha · Patrik Stöcker · Sven Kessler · Jonathan Koch · Julius Peschel                                                                                    | 6:03.37 |

### Eventos femininos
| Event | Ouro | Ouro    | Prata | Prata   | Bronze | Bronze  |
| ----- | --- | ------- | --- | ------- | --- | ------- |
| W1x   | Jeannine Gmelin · Suíça | 7:22.58 | Victoria Thornley · Grã-Bretanha | 7:24.50 | Magdalena Lobnig · Áustria | 7:26.56 |
| W2x   | Nova Zelândia · Brooke Donoghue · Olivia Loe | 6:45.08 | Estados Unidos · Meghan O'Leary · Ellen Tomek | 6:46.57 | Austrália · Olympia Aldersey · Madeleine Edmunds                                                                                               | 6:49.76 |
| W4x   | Países Baixos · Olivia van Rooijen · Inge Janssen · Sophie Souwer · Nicole Beukers                                                                                        | 6:16.72 | Polónia · Agnieszka Kobus · Marta Wieliczko · Maria Springwald · Katarzyna Zillmann                                                                             | 6:17.71 | Grã-Bretanha · Bethany Bryan · Mathilda Hodgkins-Byrne · Jessica Leyden · Holly Nixon                                                          | 6:19.93 |
| W2−   | Nova Zelândia · Grace Prendergast · Kerri Gowler | 7:00.53 | Estados Unidos · Megan Kalmoe · Tracy Eisser | 7:04.37 | Dinamarca · Hedvig Rasmussen · Christina Johansen                                                                                              | 7:06.21 |
| W4−   | Austrália · Lucy Stephan · Katrina Werry · Sarah Hawe · Molly Goodman | 6:33.58 | Polónia · Olga Michalkiewicz · Joanna Dittmann · Monika Ciaciuch · Maria Wierzbowska                                                                            | 6:34.25 | Rússia · Elena Oriabinskaia · Anastasia Tikhanova · Ekaterina Potapova · Alevtina Savkina                                                      | 6:34.67 |
| W8+   | Roménia · Ioana Vrinceanu · Viviana-Iuliana Bejinariu · Mihaela Petrilă · Iuliana Popa · Mădălina Bereș · Denisa Tilvescu · Adelina Bogus · Laura Oprea · Daniela Druncea | 6:06.40 | Canadá · Lisa Roman · Kristin Bauder · Nicole Hare · Hillary Janssens · Christine Roper · Susanne Grainger · Jennifer Martins · Rebecca Zimmerman · Kristen Kit | 6:07.09 | Nova Zelândia · Ashlee Rowe · Ruby Tew · Georgia Perry · Kelsey Bevan · Kelsi Walters · Rebecca Scown · Lucy Spoors · Emma Dyke · Sam Bosworth | 6:07.27 |
| LW1x  | África do Sul · Kirsten McCann | 7:38.78 | Países Baixos · Marieke Keijser | 7:41.00 | Estados Unidos · Mary Jones | 7:42.45 |
| LW2x  | Roménia · Ionela-Livia Lehaci · Gianina Beleaga | 6:55.88 | Nova Zelândia · Zoe McBride · Jackie Kiddle | 6:56.09 | Estados Unidos · Emily Schmieg · Michelle Sechser                                                                                              | 6:56.38 |
| LW4x  | Itália · Asja Maregotto · Paola Piazzolla · Federica Cesarini · Giovanna Schettino                                                                                        | 6:33.97 | Austrália · Amy James · Alice Arch · Georgia Miansarow · Georgia Nesbitt                                                                                        | 6:35.47 | China · Xuan Xulian · Shen Ling · Pan Dandan · Chen Fang                                                                                       | 6:36.33 |

### Eventos mistos
| Event    | Ouro                                             | Ouro    | Prata                                 | Prata   | Bronze                                      | Bronze  |
| -------- | ------------------------------------------------ | ------- | ------------------------------------- | ------- | ------------------------------------------- | ------- |
| LTAMix2x | França · Guylaine Marchand · Fabien Saint-Lannes | 8:38.53 | Áustria · Johanna Beyer · Rainer Putz | 9:06.51 | Rússia · Valentina Zhagot · Evgenii Borisov | 9:27.74 |